# クルマバツクバネソウ
クルマバツクバネソウ（車葉衝羽根草、学名：Paris verticillata ）は、シュロソウ科ツクバネソウ属の多年草。

## 特徴
茎の高さは20-60cmになる。葉は6-8個が輪生し、葉身は倒披針形で、長さ5-15cm、幅1.5-4cmになり、先端は鋭くとがり、葉柄はなく、葉の縁は全縁になる。
花期は6-7月。茎の先端に花柄を長く伸ばし、1個の淡黄緑色の花を上向きにつける。花は直径4-6cmになり、外花被片は4個あり、披針形から狭卵形で、長さ3-4cm、緑色の萼状。内花被片も4個あり、糸状で黄色を帯びる。雄蕊は8-10個あり、花糸は線形で、葯は長さ5-8mm、葯の先端に葯隔が長く伸びる。花柱は4個に分枝する。果実は液果で、秋に羽根突きの羽子（はご）に似た実が黒紫色に熟す。

## 分布と生育環境
日本では、北海道、本州、四国、九州に分布し、山地帯から亜高山帯の林下に生育する。世界では、朝鮮、中国、千島、樺太、シベリアに分布する。

## 下位分類
- ムラサキクルマバツクバネソウ Paris verticillata M.Bieb. f. purpurea (Miyabe et Tatew.) Honda

## ギャラリー
- 糸状の内花被片が外花被片の下にかくれてみえる。

## 近縁種
- ツクバネソウ（衝羽根草、学名：Paris tetraphylla ）
- キヌガサソウ（衣笠草、学名： Paris japonica  ）